# Lagerväxter
Lagerväxter (Lauraceae) är en tropisk och subtropisk växtfamilj som växer framförallt i Sydostasien och Brasilien. Många arter i familjen är städsegröna buskar och träd, med hela, strödda blad och små, tretaliga blommor. Ståndarknapparna öppnas med klaffar. Mogna frön saknar frövita.
Familjen består av 2 000-4 000 arter i ett drygt 50-tal släkten. Några av de mest kända bruksväxterna är:
- Anibasläktet (Aniba)
- Avokadosläktet (Persea)
- Cravo-lagersläktet (Dicypellium)
- Feberbusksläktet (Lindera)
- Kalifornialagersläktet (Umbellularia)
- Kanelsläktet (Cinnamomum) som innehåller kanel, kassiakanel och kamferträd.
- Kubeba-lagersläktet (Litsea)
- Lagersläktet (Laurus)
- Ravensarasläktet (Ravensara)
- Sassafrassläktet (Sassafras)